# Schwedenhöhlen (Reutlingendorf)
Die Schwedenhöhlen (im Volksmund auch „Schwedenlöcher“ oder „Dobellöcher“) sind ein System aus ursprünglich 15 künstlichen Höhlen bei Reutlingendorf, einem Ortsteil von Obermarchtal im Alb-Donau-Kreis in Baden-Württemberg. Sie werden erstmals in Brief aus dem Kriegsjahr 1634 von Donatus, einem Klosterverwalter in Reutlingendorf, an seinen Abt im Kloster Obermarchtal erwähnt.

## Geographie
Die 15 nebeneinander liegenden Höhlen wurden als zimmerartiges geräumiges Gelass in den Pfohsand der Oberen Süßwassermolasse gegraben. Durch schmale sehr steil hinabführende Eingänge, die heute fast völlig verschüttet sind, gelangte man zu den großräumigen trockenen Höhlen, die etwa zehn Meter lang, drei Meter breit und zweieinhalb Meter hoch sind. Auf den Seiten sind Nischen eingehauen, welche zur Feuerung gedient haben. 

## Geschichte
Der Brief des Klosterverwalters lautete:
P. Abbas, Marchtalensis.

„Mit deß Herrn gruß vermeldt ich Euch gehorsambst und ehrfürchtig, dass der Schwedt mit vill mann vnd zwayhundert stuck pfert anruckt von Sulgen und Statt Biberach her, also hat ein reitend bott bericht von Uttenweiller vnd wöllen Euch vor schaden bewart han, weilen der Schwedt alle vnd jegliche hab mit raub, brannt oder totschlag nimbt. Also vermeldt ich hierfür, dass die gantz gemaint. Ich, der Clostermayer mit vnser hab unterschlupf und Dach suchen in den tobellöchern, so aller nottdurft genugsamblich herperg biten, Hievon vermdeldt ich Euch Hochehrwürdigem zu Eurem Nutz vnd Frommen laut befelch.

Ruitlingen 24. junius

Im  Aintaussenten Sechshundert vir vnd dreißigsten Jahr vnseres Herrn.

St. Johannis Täufers tag.“

Allerdings haben bereits im Jahr 1632 schwedische Soldaten die Gegend um den Bussen betreten. Damit begannen Raub, Brand und Mord und eine überaus schwere Zeit. Der Krieg kannte kein Mitleid. Diese Schreckensnachrichten erklärten die Angst des Klosterverwalters in Reutlingendorf und der Gemeinde vor den Schweden und ihre Sorge ums Überleben, die sie dazu trieb, die sogenannten Dobellöcher aufzusuchen, oder sogar neue in den weichen Pfohsand zu graben.
Der völlig versteckt liegende Platz inmitten des unübersichtlichen Waldgeländes diente wohl von alters her als Zufluchtsort. Sicher ist, dass sie vor 1634 bestanden; denn als damals die Schweden von Biberach her anrückten, verbarg sich in ihnen die „gantz gemaint von Ruitlingen“ samt ihrer Habe. 
Noch bis ins 19. Jahrhundert wurden sie in Kriegszeiten aufgesucht. Die beiden Höhleneingänge, die um 1900 von der Gemeinde Reutlingendorf zugänglich gemacht wurden, sind inzwischen wieder verfallen.
Am 12. Juli 1898 haben auf Veranlassung des Ortpfarrers der hiesige Schultheiß und fünf Gemeinderäte eine der früheren 15 sogenannten Schwedenhöhlen wieder aufgegraben und den eingefallenen Boden herausgeschafft. Es wurde vom Schultheiß eine Treppe in den Pfohsand gegraben, da man bisher nur durch eine Dachsbau-ähnliche Öffnung rückwärts in die Höhle kriechen konnte. Am 15. Juli des gleichen Jahres wurde eine zweite Höhle aufgegraben. Zudem wurden ein Fußweg hergerichtet und Blechschilder als Wegweiser aufgestellt. Bis zum Jahr 1902 wurden von den fünfzehn Höhlen vier aufgegraben und begehbar gemacht.
Im Laufe der Zeit verfielen die Schwedenhöhlen aber immer mehr. Bemühungen der Ortsverwaltung Reutlingendorf gehen dahin, wieder zwei Schwedenhöhlen aufgraben zu lassen, um der Nachwelt Zeugnis von vergangener Not zu geben und Heimatgeschichte lebendig werden zu lassen.
In der Liste der Kulturdenkmäler des Denkmalamt Baden-Württemberg aus dem Jahre 1985 heißt es dazu: „Die Schwedenhöhlen stellen eines der nicht mehr sehr häufig anzutreffenden, bis in das 18. Jahrhundert hinein sicher sehr zahlreichen Beispiele eines von der ländlichen Bevölkerung für den Kriegsfall abseits der Dörfer angelegten Refugiums dar, in das man sich und Teile der Habe von Fall zu Fall flüchten konnte. Auch an einer Dokumentation von archäologischen Funden und Befunden, die in den verschütteten Höhlen zu erwarten sein dürften, besteht ein öffentliches Interesse aus heimatgeschichtlichen Gründen.“

## Tourismus
Die Schwedenhöhlen liegen am Schwarzwald-Schwäbische-Alb-Allgäu-Weg des Schwäbischen Albvereins. Die Gemeinden Uttenweiler und Unlingen haben den 12,6 km langen „Rundweg Schwedenhöhlen“ angelegt.
In unmittelbarer Nähe befinden sich die Reste der ehemaligen Dobelburg.